# Agrostis hybrida
Agrostis hybrida é uma espécie de gramínea do gênero Agrostis, pertencente à família Poaceae.